# Stadion Kadriorg
Stadion Kadriorg (est. Kadrioru staadion) – wielofunkcyjny stadion sportowy w stolicy Estonii – Tallinnie. Obiekt został oddany do użytku 13 czerwca 1926. W latach 1999–2000 został zmodernizowany. Do czasu wybudowania obiektu A. Le Coq Arena swoje mecze rozgrywała tutaj reprezentacja narodowa Estonii. W 2011 obiekt był areną lekkoatletycznych mistrzostw Europy dla zawodników do lat 20, a w 2015 lekkoatletycznych mistrzostw Europy do lat 23.